# Капюлін (Колорадо)
Капюлін (англ. Capulin) — переписна місцевість (CDP) в США, в окрузі Конехос штату Колорадо. Населення — 134 особи (2020).

## Географія
Капюлін розташований за координатами 37°16′55″ пн. ш. 106°6′18″ зх. д. / 37.28194° пн. ш. 106.10500° зх. д. (37.281886, -106.104946).  За даними Бюро перепису населення США в 2010 році переписна місцевість мала площу 2,45 км², уся площа — суходіл.

## Демографія
Згідно з переписом 2010 року, у переписній місцевості мешкало 200 осіб у 78 домогосподарствах у складі 52 родин. Густота населення становила 82 особи/км².  Було 89 помешкань (36/км²).
Расовий склад населення:
| - 56,0 % — білих - 6,0 % — корінних американців - 1,0 % — чорних або афроамериканців - 1,0 % — азіатів - 33,0 % — осіб інших рас |

До двох чи більше рас належало 3,0 %. Частка іспаномовних становила 83,0 % від усіх жителів.
За віковим діапазоном населення розподілялося таким чином: 24,5 % — особи молодші 18 років, 61,0 % — особи у віці 18—64 років, 14,5 % — особи у віці 65 років та старші. Медіана віку мешканця становила 43,0 року. На 100 осіб жіночої статі у переписній місцевості припадало 104,1 чоловіків;  на 100 жінок у віці від 18 років та старших — 93,6 чоловіків також старших 18 років.
Середній дохід на одне домашнє господарство  становив 26 105 доларів США (медіана — 23 125), а середній дохід на одну сім'ю — 32 744 долари (медіана — 25 875). За межею бідності перебувало 13,9 % осіб, у тому числі 0,0 % дітей у віці до 18 років та 29,4 % осіб у віці 65 років та старших.
Цивільне працевлаштоване населення становило 35 осіб. Основні галузі зайнятості: мистецтво, розваги та відпочинок — 40,0 %, освіта, охорона здоров'я та соціальна допомога — 40,0 %, роздрібна торгівля — 20,0 %.